# 은미
은미(1975년 6월 9일~)는 대한민국의 성우이다. 1997년 KBS 26기 공채 성우로 데뷔하였다.

## 출연 작품

### TV 애니메이션
- 기상천외 오드패밀리 (KBS) - 쥴스
- 마이 자이언트 프렌드 (KBS) - 타키
- 명탐정 코난 (투니버스) - 서현경
- 수호요정 미셸 (KBS) - 윌
- 스티치 - 케니, 엔젤, 김유리선생님, 샤샤
- 스페이스 힙합 덕 (KBS) - 메가폰꽃4
- 십이국기 (애니원) - 공왕
- 아기와 나 (KBS) - 이랑
- 우정의 그라운드 (KBS) - 아사쿠라 유카리 기자 / 니나
- 원피스 (KBS) - 모리스
- 이나중 탁구부 (XTM) - 백소라
- 인조곤충 버그파이터 (KBS) - 왕천재 / 시장비서 / 민형진 엄마 / 링링 / 송말자
- 잭과 코디 우리집은 스위트룸 (월트디즈니) - 코디
- 정의의 용사 카봇 (KBS) - 신유미 기자
- 킥 버토우스키 (월트디즈니) - 브리애나, 엄마
- 팅커벨 - 실버미스트
- 히글리타운의 영웅들 (월트디즈니) - 웨인
- 하급생 (VIDEO)
- 레전드 퀘스트 - 테오도라 (넷플릭스)

### 극장판 애니메이션 영화
- 엘도라도(KBS)
- 겨울왕국 2 - 허니마린
- 리오 - 린다
- 리오 2 - 린다
- 인어공주 3 - 아리스타

### 영화 출연
- 나는 여기에 있다(2023년) - 청구병원 수간호사 역

### 외화

#### 드라마
- 그레이 아나토미 (KBS) - 올리비아 (사라 우터백)
- 닥터 후 (KBS) - 샐리 스패로(캐리 멀리건)
- 로즈 레드 (KBS) - 팸 (에밀리 데이셔넬)
- 리벤지 (KBS) - 애슐리 (애슐리 매덱)
- 셜록 (KBS) - 수린 (젬마 찬)
- 찰리 제이드 (KBS) - 재스민 (마리-줄리 리베스트)
- 프로파일러 (SBS)

#### 영화
- 007 문레이커 (KBS)
- 20 30 40 (KBS) - 샤오지에 (이심결)
- 25살의 키스 (SBS)
- 6번째 날 (KBS) - 심팔인형
- 결혼하고도 싱글로 남는 법 (KBS) - 루이스의 동생(카티아 레브코비츠)
- 고인돌 가족 플린스톤 2 (KBS)
- 그날 하루 (KBS) - 마농(아밀리아 쟈콥)
- 꼬마돼지 베이브 (EBS)
- 남자의 세계 (KBS)
- 당신이 잠든 사이에 (KBS) - 메리 (모니카 키나)
- 댓 싱 유 두 (KBS) - 마가렛 (리타 윌슨)
- 동거남녀 (KBS) - 이매
- 드러머 (KBS) - 홍두 (이심결)
- 디어 마이 베이비 (KBS) - 클렘 (미아 커쉬너)
- 러브 스파이 (KBS) - 로싸나
- 러브 인 텍사스 (KBS) - 카르멘 (패트리시아 벨라즈퀘즈)
- 마이 리틀 자이언트 - 메리(레베카 홀)
- 맘마미아 (KBS) - 알리 (애슐리 릴레이)
- 무서운 영화 (SBS)
- 미트 페어런츠 (KBS) - 여승무원(칼리 로차)
- 베스트 키드 (KBS)
- 비밀 투표 (KBS)
- 비치 (SBS)
- 빅 피쉬 (KBS) - 조세핀 블룸(마리옹 코티야르)
- 사랑은 방울방울(KBS) - 마샤
- 센스 앤 센서빌리티 (KBS) - 패니 대시우드 (해리엇 월터)
- 써클 (SBS)
- 신부와 편견 (KBS) - 마야(메그나 코타리)
- 신비한 동물사전 - 퀴니(앨리슨 수돌)
- 신비한 동물들과 그린델왈드의 범죄 - 퀴니(앨리슨 수돌)
- 신용문객잔 (KBS) - 옥영
- 애널라이즈 디스 (KBS) - 로라 맥나마라 소벨 (리사 쿠드로)
- 에어포트 (KBS) - 루스 (에나 하트먼)
- 여름연가 (KBS) - 오케드 (샤리파 아리아나)
- 영화소년 샤오핑 (KBS) - 샤오핑 (왕정강)
- 워락 (KBS)
- 워터 보이즈 (KBS) - 시즈카 (히라야마 아야)
- 월요일이 사라졌다(KBS) - 요원(캐시 클레어)
- 웨딩 싱어 (KBS) - 홀리(크리스틴 타일러)
- 웨딩 크래셔 (KBS) - 글로리아 클리어리 (이스라 피셔)
- 이브닝 (KBS) - 젊은 라일라 (마미 검머)
- 자호접 (KBS) - 딩 후이 (장쯔이)
- 제로 톨러런스 (KBS)
- 조지 오브 정글 (KBS)
- 졸업 (KBS)
- 천국의 책방 - 연화 (KBS) - 유이 (카리나)
- 첫 키스만 50번째 (KBS) - 수(에이미 힐)
- 칠검 (KBS) - 풍화연성의 부하(진가가)
- 카핑 베토벤 (KBS) - 안나 홀츠 (다이앤 크루거)
- 크래쉬 (KBS) - 도리 (바하 수멕) / 경찰관(캐슬린 요크)
- 크로우 3 (KBS) - 로렌 (조디 린 오키프)
- 킬 빌 2 (SBS) - 카렌(할렌 김)
- 택시 3 (KBS) - 끼(링 바이)
- 텀블위즈 (KBS)
- 퍼펙트 머더 (SBS)
- 퍼햅스 러브 (KBS) - 쑨나 (주신)
- 페어런트 트랩 (KBS)
- 펭 슈이 (KBS)
- 포 미니츠 (KBS) - 제니 (하나 헤르츠스프룽)
- 폭풍의 월요일 (KBS)
- 한 발로 선 세상 (KBS)
- 한 여름밤의 미소 (KBS) - 페트라 (하리엣 안데르손)
- 해바라기 (KBS) - 우홍
- 헌팅 파티 (KBS) - 마르야나(다이앤 크루거) / 덕의 여친(조이 브라이언트) / 마르다(크리스티나 크레펠라)
- 황야의 7인 (KBS) - 페트라 (로젠다 몬테로스)
- K-19: 위도우메이커 (KBS) - 카타야(나탈리아 빈틸로바)
- X파일: 미래와의 전쟁 (KBS) - 바텐더(글렌 해들리)

### 방송
- KBS교향악단 어린이 음악회 사회 (1999~2001)
- 2014 지방선거 도의원 홍보영상 다수
- 아카데미과학 cm 다수
- 홈쇼핑 내레이션 다수
- 대한항공 아시아나항공 기내영화 더빙 다수
- 키즈앤 키즈 홍보영상 내레이션
- 마포구청 재활용정거장 홍보영화 내레이션및 출연
- 국방tv 전선야곡 내레이션
- Jtbc 웃어라 대한민국
- 채널뷰 실제상황 운명의 순간
- Q채널 천일야화 내레이션
- EBS 특집 다큐 한국 해녀를 말하다 내레이션

### 라디오 드라마
라디오 극장 (KBS 한민족 방송)
- 2006.08.01 ~ 2006.08.31 손종일 <어린 숲> (뒷심댁)
- 2007.04.01 ~ 2007.04.30 김래주 <대조선인 안용복> (소현)
- 2019년 3월 (비주류 연애 블루스)여주인공 ‘이수정역’

라디오 독서실 (KBS 2라디오)
- 2001.06.17 정길연 <골방> (나 / 해설)
- 2001.11.25 오수연 <부엌에서 무슨 일이 일어나는가> (나 / 해설)
- 2005.08.14 김애란 <나는 편의점에 간다> (친구)
- 2005.09.18 김연수 <기억할 만한 지나침> (그녀)
- 2005.11.06 이현수 <신 기생뎐> (미스 민)
- 2006.05.07 윤후명 <태평양의 끝> (오토미)
- 2006.07.30 쑤퉁 <이혼 지침서> (위츙)
- 2007.05.13 최원종 <청춘, 간다> (수아)
- 2007.07.29 윤후명 <서울, 촛불 랩소디> (여자)
- 2007.08.12 윤정환 <유쾌한 거래> (안정숙)
- 2007.09.16 김윤영 <세라> (정미)
- 2008.01.20 정소현 <양장제본서 전기> (영지)
- 2009.10.18 한수산 <미지의 새> (김도희)
- 2010.05.23 박찬순 <발해풍의 정원> (알료나)

KBS 무대 (KBS 한민족 방송)
- 1999.07.11 조용필에 관한 짧은 명상 (윤희)
- 1999.08.01 산서버스 최기사
- 1999.08.08 고계장 (아가씨)
- 1999.08.15 그 여름의 악녀 (명주)
- 1999.09.05 잊고 싶은 것 잊혀지지 않는다
- 1999.10.10 우리 아빠는요 (여자)
- 1999.10.17 바로 어제 같은 날들 (명자)
- 2000.06.18 그 애 이름은 나영이 (나영)
- 2002.08.04 그 여자의 선택 (한은지)
- 2002.08.18 울음소리 (유라)
- 2002.09.08 먼길 (언니)
- 2002.12.22 자장가를 부르는 여자 (여자1)
- 2003.05.25 그 여자는 키가 작다 (정민)
- 2003.07.06 나는 고백한다 (박소희)
- 2004.03.21 내 나이 서른 아홉 (혜경)
- 2005.03.20 사랑의 집 (정간호사)
- 2006.01.14 해후 (박청수)
- 2006.11.25 싫으면 시집가 (진숙)
- 2007.07.21 내가 만난 4차원 동물 (아가씨)
- 2007.10.13 천사의 저주 (여자)
- 2007.12.15 그물 치는 남자 (한미라)
- 2008.10.18 2박3일 이승여행기 (작은 며느리)
- 2008.12.13 기생 월향 - 사단칠정 살인사건 (월향)
- 2009.05.02 빈칸 채우기 (민주)
- 2009.06.27 수상한 관계 (김미나)
- 2009.10.17 일몽 주막 (청유)
- 2010.04.17 내게도 사랑이 (수연)
- 2010.07.24 파타야에서 생긴 일 (차영주)
- 2010.09.04 시인 학교 (혜원)
- 2010.11.13 침입자 (정희)
- 2010.12.11 그의 방이니까요 (연주)
- 2011.05.14 사과 꽃 (소영)
- 2012.02.11 청소 만사성(萬事成) (박금자)
- 2012.03.10 김만수 '식' 가족여행 (미자)
- 2012.06.23 머나먼 나의 집 (연정)
- 2013.01.12 십년 만의 가족식사 (윤아)

### 게임
- 메크커맨더 2

### 기타
- 도서출판 키즈엠 동화책 내레이션
- 네오골프 내레이션
- 리트머스 전자담배 목소리
- 2015세계시각장애인 경기대회 환영만찬 사회
- 2015 헌법재판소 어린이 헌법교실 입교식 사회
- 마포인재육성장학재단 장학증서 수여 및 홍보단 발대식 사회
- 잉글리쉬 크레용 스파크목소리
- 한국 수력 원자력 극장홍보 영상 출연
- 영화JSA 대남방송 목소리
- 경상남도 함양군 은빛나래 고고다 문화축제 사회
- JDC면세점 홈페이지 음성녹음
- 에버랜드 디지털 체험 학습관 활의전설 녹음
- JDC 업무협약식 사회
- 롯데월드 자이로드롭 VR 좀비드롭 목소리